# 小行星1309
小行星1309（1309 Hyperborea）是一颗围绕太阳公转的小行星。1931年10月11日，格利果利·N·諾伊明在克里米亚发现了此天体。
該小行星以希臘神話的極北國度許珀耳玻瑞亞命名。
这颗小行星的绝对星等为245.0014072687213等。